# 10.5: Apocalypse
10.5: Apocalypse (conocida como Más allá del Apocalipsis 10.5 en Hispanoamérica y 10.5: Apocalipsis en España) es una película estadounidense de catástrofes, dirigida por John Lafia. Es una secuela de la exitosa miniserie de temática catastrofista 10.5, producida por la cadena estadounidense NBC. Como continuación inmediata de la película anterior, sigue unas serie de desastres sísmicos catastróficos incluyendo terremotos, erupciones volcánicas, tsunamis y dolinas, todas provocadas por el terremoto apocalíptico ocurrido antes. Fue estrenada el 21 y 23 de mayo de 2006 de los Estados Unidos.

## Argumento

### Parte 1
Un terremoto pequeño en Seattle es la precuela de a un terremoto de magnitud de 10.5 que destruye a San Francisco y Los Ángeles, California. El terremoto crea unas líneas de fallas en el mar profundo, que a su vez crean un tsunami masivo que vuelca un crucero grande (muy parecido Queen Mary 2) y provoca daños masivos en Honolulú, Hawái. Resulta ser solamente el primero de una serie de sucesos sísmicos, incluyendo el volcán extinto despertado en Sun Valley, Idaho y la súbita inestabilidad de los acuíferos en Monument Valley, Utah. Una gran deforestación ocurre en Kings Peak, Utah y la Presa Hoover en Boulder City, Nevada colapsa cuando el Lago Mead empieza a calentar y a expandirse más allá de su capacidad de contención. Las Vegas, Nevada queda entonces destruida cuando el agua ácida socava la caliza subterránea, creando una dolina provocando que muchos edificios simplemente se hundan a en la arena. El peor de los eventos sísmicos es una falla masiva que se abre debajo de Dakota del Sur, destruyendo el Monte Rushmore en el proceso, y empieza a moverse hacía al sur hacia el Golfo de México.
Los geólogos en el Servicio Geológico de los Estados Unidos en Denver, Colorado, no entienden por qué los eventos sísmicos tan raros o imposibles como los que están sucediendo, se desencadenan tan rápidamente, pero la Dra. Samantha Hill recuerda que su padre una vez había teorizado que las placas tectónicas de la Tierra lograrían alcanzar puntos de máxima separación, y que en dicho punto su dirección se revertiría. La teoría además dice que la actividad sísmica relacionada sería acelerada durante el periodo inicial de reserva. Sin embargo, el Dr. Earl Hill terminó siendo condenado al ostracismo por el S.G.E.U. debiudo a esa teoría, y abandon la carrera de geólogo para convertirse ser un jugador profesional de póquer. Cuando ocurre el hundimiento de Las Vegas, él queda atrapado en el ficticio Casino Atlas. Samantha concluye que esa línea de falla, llegando hacia el Golfo de México, amenaza con recrear Ruta Marítima Americana Central cuando llega hasta el océano.
Desastres naturales son: tsunami en Honolulú, Hawái, erupciones volcánicas en Monte Santa Elena, Estado de Washington en 2.5 y Monte Bald en Sun Valley, Idaho en 6.4, calentamiento de Kings Peak, Utah en 2.3, las inundaciones del Valle de los Monumentos, Utah en 2.4, el engordamiento y destrucción de la Presa Hoover, Nevada y Arizona en 9.2 y los hundimientos de Plastaff y Las Vegas, Nevada en 6.5.

### Parte 2
Empieza con el rescate del Dr. Earl Hill sobre las ruinas del Hotel Casino Atlas justo antes de que este sea completamente tragado. En el mismo tiempo, una línea de falla masiva abrió en Monte Rushmore, Dakota del Sur, agrieta en Dakota del Norte, Dakota del Sur, Nebraska, Kansas, Oklahoma y Texas, y en Canadá agrieta en Manitoba y Saskatchewan. Si llega hasta Houston, Texas y el Golfo de México, como predice, el Medio Oeste de los Estados Unidos se convertirá en un nuevo océano, llamado el Mar Cretácico. De cualguier modo, una planta nuclear ficticia, Red Plains, Texas, que es la planta nuclear más grande de los Estados Unidos a 40 kilómetros al norte de Houston, está justo en el camino de la falla. Si es destruida, la zona entera y cientos de millas al alrededor serán contaminado por un desastre nuclear, lo que podría provocar 75 millones de víctimas.
El Dr. Earl Hill viene con el plan desesperado para desviar la falla alrededor la planta nuclear abriendo una segunda falla corriendo al este, a trav
és de una demolición controlada que explosivamente encienda las reservas de gas natural de la zona. La falla principal sigue en nuevo camino alrededor a Red Plains, salvando la planta nuclear, y se detiene. Los científicos en el S.G.E.U. festejan, solamente para luego encontrar que nada puede parar la falla enteramente. Nuevamente comienza a moverse en dirección hacia el sur, cortando a través de la mitad de Houston a llegar hasta al Golfo de México. En el mismo tiempo, al medio norte de la falla tenie llegada hasta la Bahía de Hudson. De cualquier modo, el resultado final de la falla es diferente al que el S.G.E.U. espera, cuando las aguas van de prisa dentro de la falla. En lugar de la inundación en la zona entera, un nuevo gran río se crea como ruta marítima que parte los Estados Unidos y Canadá por la mitad.
La falla cretácica en los Estados Unidos: Dakota del Norte, Dakota del Sur, Nebraska, Kansas, Oklahoma y Texas. En Canadá: Manitoba y Saskatchewan.
La inundación cretácica en los Estados Unidos: Dakota del Norte, Dakota del Sur, Nebraska, Kansas, Oklahoma, Texas, Minnesota, Iowa, Misuri, Arkansas, Luisiana, Misisipi, Alabama, Wisconsin, Illinois, noroeste de Florida, sudoeste de Estado de Georgia, oeste de Tennessee, oeste de Kentucky y noroeste de Michigan. En Canadá: Manitoba, Saskatchewan y Ontario. En México: Coahuila, Nuevo León y Tamaulipas.

## Reparto
| Actor                     | Personaje                    | Descripción                                        |
| ------------------------- | ---------------------------- | -------------------------------------------------- |
| Kim Delaney               | Dra. Samantha Hill           |                                                    |
| David Cubitt              | Dr. Jordan Fisher            |                                                    |
| Frank Langella            | Dr. Earl Hill                | El padre viudo de la Dra. Samantha Hill.           |
| Oliver Hudson             | Will Malloy                  |                                                    |
| Carly Pope                | Laura Malloy                 | La esposa de Will Malloy.                          |
| Dean Cain                 | Brad Malloy                  | El hermano de Will Malloy.                         |
| Beau Bridges              | Presidente Paul Hollister    | El presidente de los Estados Unidos.               |
| Melissa Sue Anderson      | Primera dama Megan Hollister |                                                    |
| Tamara Hope               | Amy Hollister                | La hija del Presidente Paul Hollister.             |
| Carlos Bernard            | Dr. Miguel García            |                                                    |
| Glenda Braganza           | Gina Green                   |                                                    |
| Francis X. McCarthy       | Al Roberts                   |                                                    |
| Russell Yuen              | Ian                          |                                                    |
| Garcelle Beauvais-Nilon   | Natalie Warner               | La hija de Stacy Warner.                           |
| Barbara Eve Harris        | Stacy Warner                 | La directora de FEMA y la madre de Natalie Warner. |
| John Cassini              | Sean Morris                  | El ayudante del Presidente Paul Hollister.         |
| Peter Outerbridge         | Alec Becker                  |                                                    |
| Tyrone Benskin            | Jackson                      | El camarero.                                       |
| Mark Camacho              | Russ                         | El jugador de póquer.                              |
| Natalie Brown             | Paula                        |                                                    |
| Anna Jaeger               | Jenna                        |                                                    |
| Isabel Dos Santos         | Irena García                 | La madre del Dr. Miguel García.                    |
| Manuel Aranguiz           | Nando García                 | El padre del Dr. Miguel García.                    |
| Maurizio Terrazzano       | González Malloy              | Tío de Will y Brad Malloy.                         |
| Louis-Philippe Dandenault | Chet                         |                                                    |
| Cecile Cristobal          | Allison                      |                                                    |
| David Schaap              | Jim                          |                                                    |
| Meaghan Rath              | Rachel                       |                                                    |
| Jesee Aaron Dwyre         | Dr. Josh Nolan               |                                                    |
| Andrew W. Walker          | Sgto. Corbel                 |                                                    |
| Ian Finley                | Cap. del crucero             |                                                    |
| Stuart Myiow Jr.          | Indio Navajo                 |                                                    |
| Maéva Nadon               | Niña en los escombros        |                                                    |

## Doblaje
| Actor                 | Personaje                 |
| --------------------- | ------------------------- |
| Cony Madera           | Dra. Samantha Hill        |
| René García           | Dr. Jordan Fisher         |
| Blas García           | Dr. Earl Hill             |
| Sergio Gutiérrez Soto | Brad Malloy               |
| Humberto Vélez        | Presidente Paul Hollister |